# Congrès des élus départementaux et régionaux
Le Congrès des élus départementaux et régionaux est une institution française existant seulement dans les départements français d'Amérique, créée par la Loi d'orientation pour l'Outre-Mer (LOOM) du 28 mars 2000.

## Composition
Il est composé des conseillers généraux et des conseillers régionaux du DOM-ROM.
Les députés et les sénateurs élus dans le département, qui ne sont membres ni du conseil général ni du conseil régional, siègent au congrès des élus départementaux et régionaux avec voix consultative.
Pour ne pas sanctionner un élu du suffrage universel, le vote des conseillers appartenant aux deux assemblées est recueilli deux fois : en tant que conseiller régional et en tant que conseiller général.
Le président du congrès est à tour de rôle, pour une période de 6 mois, le président du conseil général et celui du conseil régional.

## Rôle
Le congrès des élus départementaux et régionaux délibère de toute proposition d'évolution institutionnelle, relative à de nouveaux transferts de compétences de l'État vers le département et la région concernés, ainsi que de toute modification de la répartition des compétences entre ces collectivités locales.

## Fonctionnement
Le congrès se réunit sur demande du conseil régional ou général.
Le conseil général et le conseil régional délibèrent sur les propositions du congrès des élus départementaux et régionaux.